# Constante de taxa de reação
As constantes de velocidade são valores numéricos obtidos experimentalmente que servem como um parâmetro para dizer o quão rápido uma reação química ocorre. Quanto maior for o valor da constante, mais rápida será a reação.
É possível obter o valor da constante de velocidade através de modelos matemáticos simples, entretanto dependendo da ordem de reação o método utilizado será diferente. Quanto mais simples a reação, mais fácil será de se calcular sua constante cinética. Por exemplo se tivermos uma reação de decomposição que obedeça a uma equação de segunda ordem, é possível calcular sua constante através do coeficiente angular de uma reta.
                             Exemplo: Considere a seguinte reação de decomposição do NO2
                                                                  NO2 → NO + ½ O2
Foram feitos experimentos para verificar a velocidade com que essa reação ocorre e foram medidas as concentrações de NO2 para um dado intervalo de tempo e os resultados obtidos estão demostrados na tabela abaixo.  
| Tempo (s) | Concentração (mmol/L) |
| 0         | 10,00                 |
| 50        | 7,87                  |
| 100       | 6,49                  |
| 200       | 4,81                  |
| 300       | 3,80                  |

              Essa reação tem o comportamento de uma reação de segunda ordem e como ela depende apenas da concentração do dióxido de nitrogênio (NO2), sua equação cinética pode ser escrita como:
V= k.[NO2]2
              Podemos reescrever essa equação para que ao invés de trabalharmos com a velocidade possamos trabalhar com tempo, sendo assim podemos reescrevê-la da seguinte maneira:
{\displaystyle {[NO_{2}] \over t}=k.{[NO_{2}]^{2}}}
{\displaystyle {[NO_{2}] \over [NO_{2}]^{2}}=k.t}
{\displaystyle {1 \over [NO_{2}]}=k.t}
         Com isso, agora é possível trabalharmos diretamente com o tempo e com o inverso da concentração.
Pelo coeficiente angular da reta podemos achar o valor da constante cinética, sendo assim o valor encontrado é k=0,543 mol/L.s
A constante de velocidade é um valor que independe da concentração das espécies envolvidas, contudo ela é dependente da temperatura, ou seja, caso a temperatura mude o valor da constante mudará também.
Exemplo: Os dados a seguir são valores experimentais para a constante de velocidade para a reação de decomposição de NO2 em diferentes temperaturas
| Temperatura(Kelvin) | k(mol/L.s)   |
| 630                 | 3,26 x 10-21 |
| 750                 | 1,01 x 10-19 |
| 900                 | 2,02 x 10-18 |

Ref: NIST Chemical Kinetics Database
             É possível expressar matematicamente a influência da temperatura na constante cinética através da Equação de Arrhenius.
Outro ponto importante de se comentar são as unidades utilizadas para a constante de velocidade, elas dependem da ordem da reação que a equação da velocidade da reação está obedecendo. Além disso ela depende da unidade de tempo utilizada, podendo ser dada em horas(h), minutos(min) ou segundos(s).
                                            Exemplos:
1.     Reação de Primeira ordem: k= 1/s
2.     Reação de Segunda ordem: k=L/(mol.s)
3.     Reação de Terceira ordem:  k=L2/(mol2.s)
1. 1 2  Atkins.P, Paula.J (2017). Fisico-Quimica Volume 2. Rio de Janeiro: LTC
2. ↑  Levine, Ira (2009). Physical Chemistry, 6th edition. New York: McGraw-Hill Companies, Inc.
3. ↑  «NIST Chemical Kinetics Database». kinetics.nist.gov. Consultado em 19 de fevereiro de 2024